# ブメルデス
ブメルデス（アラビア語: بومرداس、Boumerdès）はアルジェリアの都市である。基礎自治体であり、ブメルデス県の県都である。地中海に面している。フランス領アルジェリア時代には Rocher Noir と呼ばれていた。
アルジェから東に約50km、ティジ・ウズーから西に約50kmに位置する。

## 交通

### 道路
- 国道24号線 (アルジェリア)（フランス語版）（N24号）